# ヨススダルソ島
ヨススダルソ島（ヨススダルソとう、インドネシア語: Pulau Yos Sudarso）は、インドネシアの南パプア州に属する島。ドラク島(Pulau Dolak)、キマム島(Pulau Kimaam)、コレポム島(Korepom)とも呼ばれる。植民地時代はフレデリクヘンドリク島(Frederik Hendrik Island)と呼ばれていた。ニューギニア島の南西に位置し、アラフラ海に突き出した半島のように見えるが、狭い海峡で隔てられている。面積は11,742km2。中心都市はキマム(Kimaam)。
ヨススダルソ島の名前は、イリアン解放戦で戦死し国家的英雄となったヨス・スダルソの名前にちなむ。

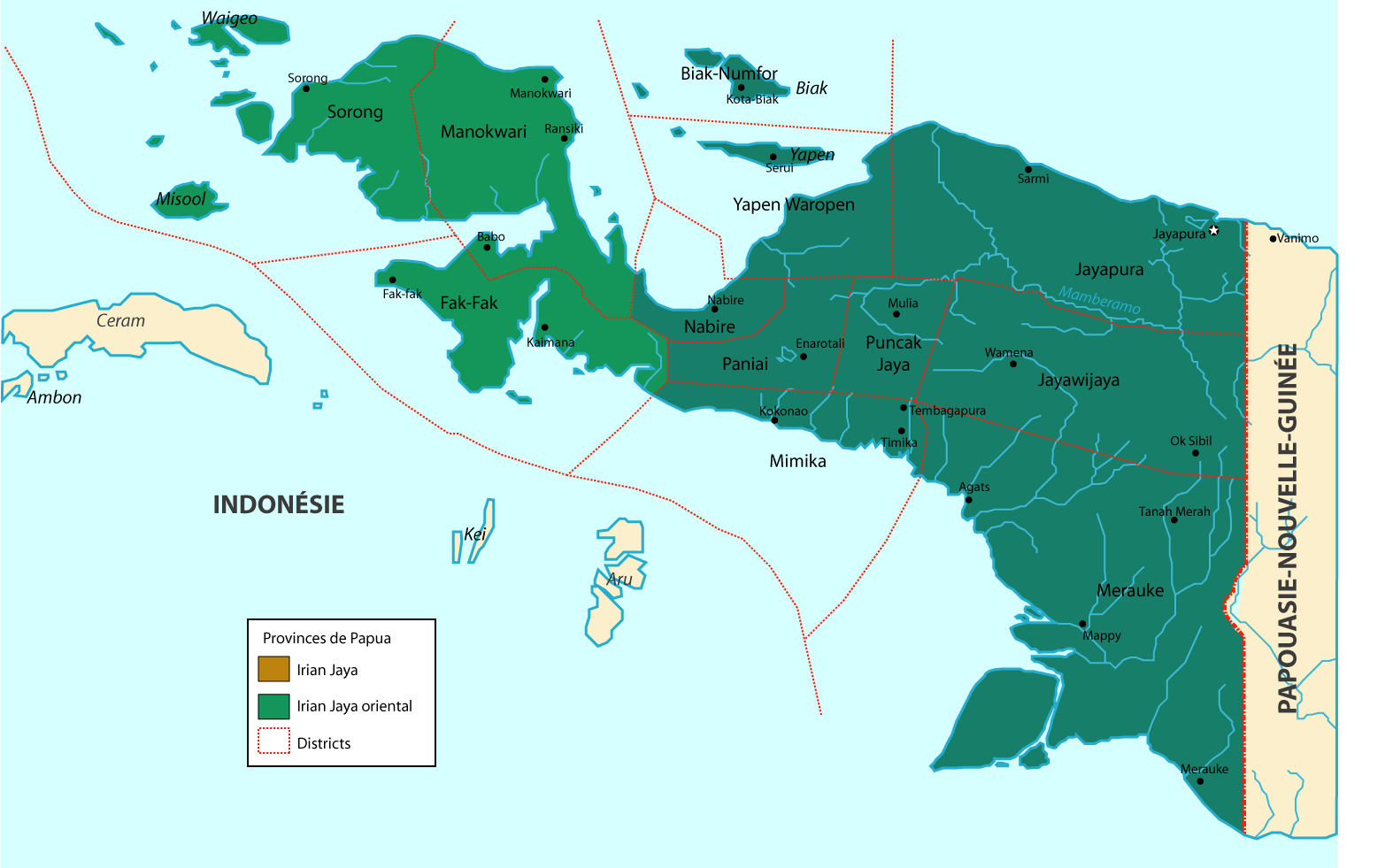
ニューギニア島西部。地図右下の、木の葉状の島がヨススダルソ島